# Johan Agrell
Johan Joachim Agrell (Löth, 1701. február 1. – Nürnberg, 1765. január 19.) svéd–német zeneszerző.